# Горячие мамочки
«Горячие мамочки» (ориг.: MILF) — французская секс-комедия 2018 года режиссёра Аксель Лаффон, её дебют в полнометражном кино, она же автор сценария и актриса одной из трёх главных ролей.
Оригинальное название фильма (MILF) похоже на порнозапрос, но так явно и задумывалось, по словам режиссёра: «Давно хотелось вывести слово „милфа“ из табуированной зоны и получать от него удовольствие на полную катушку»,

## Сюжет
Три подруги - Сесиль, Соня и Элиза, в возрасте «слегка за сорок», отправляются на юг Франции, чтобы подготовить летний дом Сесиль к продаже. Там они знакомятся с тремя двадцатилетними парнями — Жюльеном, Полем и Маркусом (бывшим другом семьи Сесиль), которые работают в местном парусном клубе. Парни сразу же проявляют к ним интерес, находя этих женщин более соблазнительными и пленительными, чем девушки их возраста, и не против пляжного романа с опытными красотками. Сесиль, Соня и Элиза с удивлением и радостью обнаруживают, что их воспринимают как MILF — зрелых, привлекательных женщин. Вшестером они переживают неожиданные и комичные приключения, исследуя радости и проблемы этих новых отношений.

## В ролях
- Аксель Лафон — Элиза
- Виржини Ледуайен — Сесиль
- Мари-Жозе Кроз — Соня
- Ваэль Серсуб — Поль
- Маттиас Дандуа — Жюльен
- Виктор Мётле — Маркус
- Реми Педевилла — Тома
- Флоранс Томассен — Кристина
- Жеромин Шассерио — Луиза
- Полина Брессон — Майя
- Митти Азанавичюс — Нина
- Клод Аттья — месье Лерак
- Анн-Мари Понсо — мадам Лерак

## Съёмки
Съемки проходили на французском побережье Средиземного моря, а точнее в Сен-Сир-сюр-Мер.
По словам режиссёра она черпала вдохновение в постановке своего фильма из разных кинематографических работ, таких как «Выпускник» или «Лето 42-го», «Отвязные каникулы» и «Девичник в Вегасе», «которые могут пройти долгий путь, никогда не впадая в пошлость».
В фильме играет небольшую роль реальная дочь режиссёра Аксель Лаффон — Митти Хазанавичус, которая играет ее дочь Нину и приезжает к ней в гости на пару дней. 

## Показ
Фильм вышел в кинопрокат во Франции 2 мая 2018 года. В премьерный уик-энд он собрал 417 231 доллар в 249 кинотеатрах, заняв 10-е место, всего фильм собрал 1 077 598 миллиона долларов в мировом прокате, в том числе сборы во Франции составили 961 745 долларов. При бюджете в 4,5 млн. долларов это был кассовый провал. Однако, в июле 2020 года Netflix включил фильм в свой американский каталог, и если во Франции фильм стал провальным в кинопрокате, то на Netflix USA он занял 5-е место в топ-10 в категории «оригинальный контент».
В кинопрокате России с 9 января 2020 года, фильм посмотрели 26 959 зрителей, кассовые сборы составили 7 412 010 рублей ($ 120 520).

## Критика
Немного манерная комедия о трех персонажах, активно реализующих свои сексуальные потребности, которая, несмотря на все грубости, решительно пропагандирует гендерное равенство. Однако хорошие шутки и оригинальные идеи при этом остаются ограниченными, так что банальность снова и снова берет верх.— Lexikon des internationalen Films
Во Франции сайт AlloCiné дает в среднем 2,7 балла из 5 после переписи 15 газетных заголовков.
На сайте Rotten Tomatoes фильм получил рейтинг одобрения в 13 % на основе восьми рецензий, со средним рейтингом 2,9 из 10.[6]

## Рецензии
- Jordan Mintzer — 'MILF': Film Review // The Hollywood Reporter, 29 May 2018
- Феликс Зилич — «Горячие мамочки»: Рецензия Киноафиши // Киноафиша, 10 января 2020